# 10076 Rogerhill
A 10076 Rogerhill (ideiglenes jelöléssel (10076) 1989 PK) a Naprendszer kisbolygóövében található aszteroida. Eleanor F. Helin fedezte fel 1989. augusztus 9-én.

## Kapcsolódó szócikk
- Kisbolygók listája (10001–10500)